# Журомински окръг
Журомински окръг (на полски: Powiat żuromiński) е окръг в Централна Полша, Мазовско войводство. Заема площ от 806,60 км2. Административен център е град Журомин.

## География
Окръгът се намира в историческата област Мазовия. Разположен е в северозападната част на войводството.

## Население
Населението на окръга възлиза на 40 300 души (2013 г.). Гъстотата е 50 души/км2.

## Административно деление
Административно окръгът е разделен на 6 общини.
Градско-селски общини:
- Община Бежун
- Община Журомин

Селски общини:
- Община Кучборк-Осада
- Община Любовидз
- Община Люточин
- Община Шемьонтково

## Фотогалерия
- Бежун
- Журомин